# Nights into Dreams
Nights into Dreams (ナイツ into dreams...), stylisé NiGHTS into dreams..., est un jeu vidéo développé par Sonic Team pour Sega et sorti en 1996 sur Saturn. Il offre au joueur la possibilité de s'immerger dans sept niveaux oniriques issus des rêves de Elliot Edwards ou de Claris Sinclair, deux enfants aux rêves communs par l'apparition d'un étrange personnage volant : Nights.
Le jeu est publié le 5 juillet 1996 au Japon, fin août 1996 aux États-Unis et le 5 septembre 1996 en Europe,.

## Système de jeu
Nights in Dreams totalise sept mondes différents comprenant quatre parcours à terminer avant de faire face à un boss. Deux personnages sont proposés au joueur, Elliot Edwards ou Claris Sinclair. Ces deux personnages permettent de traverser les mondes via une carte en trois dimensions, mais leurs déplacements sont limités. Le jeu met alors en avant le personnage de Nights, dans lequel l'un des deux protagonistes va entrer en fusion avec ce dernier.
Le gameplay de Nights lui permet de voler dont les mouvements se jouent en deux dimensions dans des décors en 3D. Une fois que le joueur contrôle Nights, un compte à rebours de 120 secondes s'affiche à l'écran. Le but est de récolter 20 sphères bleues, baptisées « Ideyas », et de les livrer à la cage contenant les Ideyas afin de récupérer l'orbe qu'elle contient.

## Développement
Nights into Dreams est développé par le studio Sonic Team, la division de développement de Sega qui avait créé les jeux Sonic the Hedgehog sur la Mega Drive. Le concept de Nights est né pendant le développement de Sonic the Hedgehog 2 en 1992, mais le développement n'a commencé qu'après la sortie de Sonic and Knuckles fin 1994,. Nights et Knights sont les titres provisoires du jeu. La programmation du jeu a débuté le 1er avril 1995 et le développement a duré six mois au total. Yuji Naka est le principal programmeur et producteur, avec Naoto Ōshima à la réalisation et Takashi Iizuka en tant que lead designer,,. Naka et Ōshima ont estimé qu'ils avaient passé assez de temps avec la franchise Sonic et que leur souhait était de travailler sur de nouveaux concepts. Selon Yuji Naka, l'équipe de développement initiale était composée de sept personnes, et est passée à vingt au fur et à mesure de l'arrivée des programmeurs. Vers la toute fin du développement, l'équipe est passée de vingt à trente personnes travaillant sur le jeu.
Le réalisateur et créateur de Sonic a créé le personnage de Nights en s'inspirant de ses voyages en Europe et en Asie occidentale,. Il est arrivé à la conclusion que le personnage devait ressembler à un ange et voler comme un oiseau. À l'origine, l'intention de Yuji Naka est de faire de Nights into Dreams un jeu au rythme lent, mais au fil du développement, le rythme du jeu s'est progressivement accéléré, à l'instar des jeux Sonic. Le concept initial prévoyait un personnage volant dans un sprite en 2D, où le jeu se déroulerait en side-scrolling similaire aux jeux Sonic. L'équipe a hésité à faire passer le jeu de la 2D à la 3D, car Yuji Naka était sceptique quant à la possibilité de créer des personnages attrayants avec des polygones, contrairement aux sprites pixel traditionnels, que les concepteurs de la Sonic Team trouvaient « plus expressifs ». Selon Takashi Iizuka, il a fallu deux années pour finaliser la conception et l'histoire du jeu. La difficulté du jeu a été conçus dans l'intention que les jeunes joueurs et les joueurs inexpérimentés soient capables de terminer le jeu, tandis que les joueurs les plus expérimentés seraient contraints par la valeur de re-jouabilité,.
Le jeu est développé sur des stations de travail Silicon Graphics pour les conceptions graphiques et des émulateurs Sega Saturn fonctionnant sur des machines Hewlett-Packard pour la programmation. Des problèmes ont surgi lors des premières étapes du développement en raison du manque de jeux de référence, l'équipe a dû redessiner le niveau « Spring Valley » à plusieurs reprises et construire « tout à partir de zéro ». L'équipe n'a utilisé qu'avec modération le système d'exploitation Sega Graphics Library, qui, selon de nombreux développeurs, facilite considérablement la programmation pour la Saturn, et a créé le jeu presque entièrement avec des bibliothèques personnalisées,. Les bureaux de la Sonic Team n'étant pas équipés de studios insonorisés, les membres de l'équipe enregistraient les effets sonores la nuit. Selon Yuji Naka, chaque phrase du jeu a une signification, par exemple, « Abayo » veut dire « Au revoir » en argot japonais. L'équipe a estimé que le marché mondial serait moins réticent à un jeu comportant des scènes coupées en 3D CGI qu'à un anime en 2D. Norihiro Nishiyama, le concepteur des cinématiques du jeu, a estimé que les scènes coupées en 3D étaient une bonne méthode pour montrer les différents concepts de rêve et de réveil. D'après Yuji Naka, les cinématiques intègrent le réalisme afin de rendre plus difficile pour le joueur de distinguer la frontière entre les rêves et la réalité.

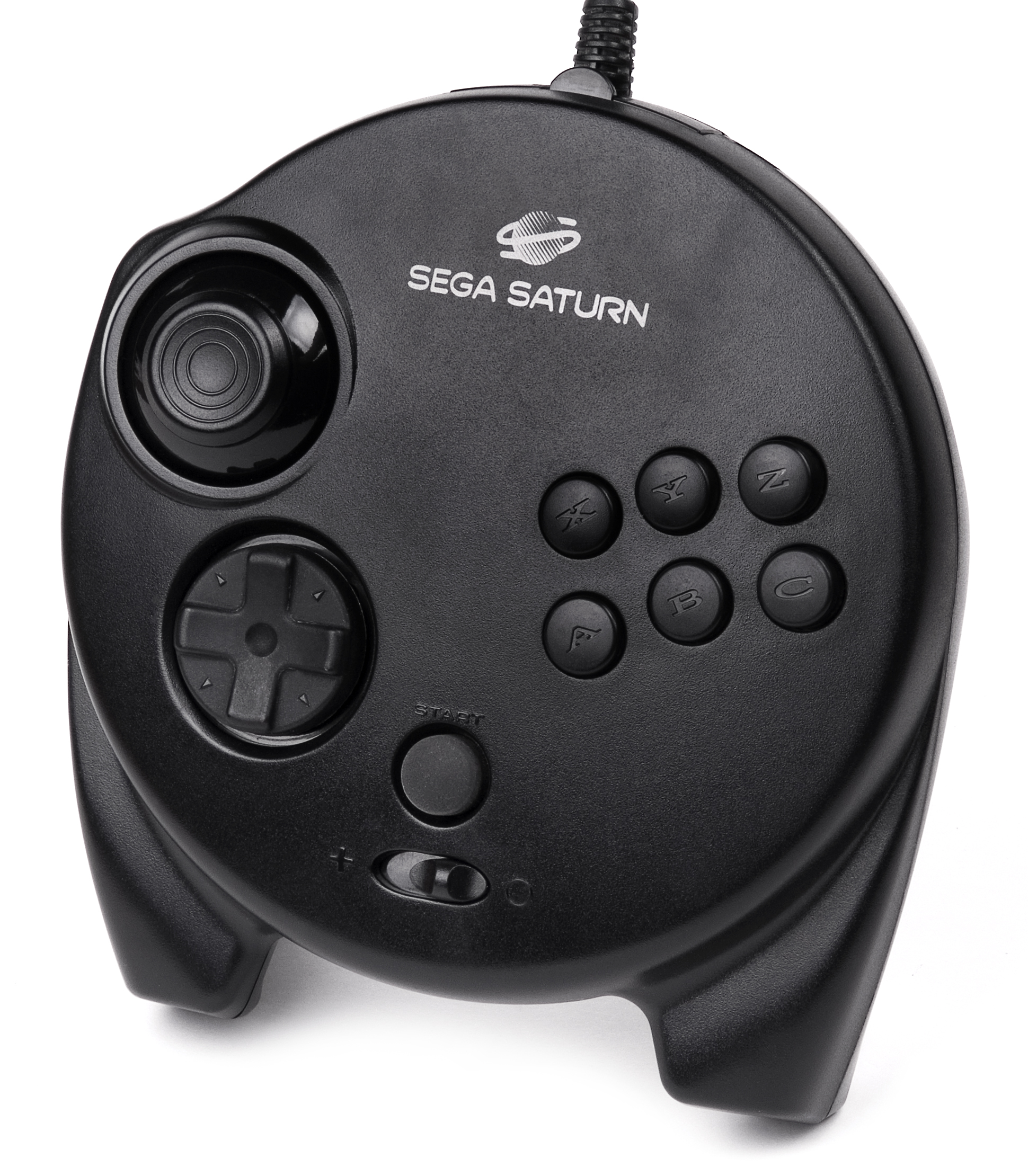
Manette optionnelle 3D Control Pad conçue pour NiGHTS.

Le développement a pris plus de temps que prévu en raison de l'inexpérience de l'équipe avec le matériel de la Sega Saturn et l'incertitude quant à l'utilisation de la totalité des 560MB du CD-ROM. L'équipe pensait initialement que le jeu consommerait environ 100MB de données, et a envisagé à un moment donné de sortir le jeu sur deux disques. Takashi Iizuka a déclaré que la partie la plus difficile du développement a été de trouver un moyen de gérer la « contradiction » de l'utilisation de commandes 2D d'un jeu en side-scrolling dans un jeu entièrement en 3D. Yuji Naka a limité le mécanisme de vol de jeu à des « pistes 2D invisibles », car les premiers tests bêtas ont révélé que la jeu était trop difficile à jouer en pleine 3D. La manette standard de la Sega Saturn s'étant révélée insuffisante pour contrôler Nights en vol, l'équipe a développé le contrôleur analogique de la Saturn pour l'utiliser avec le jeu,. Six mois ont été nécessaires à l'équipe pour développer ce contrôleur, de nombreuses idées de contrôleurs alternatifs ont été examinés, dont un en forme de poupée Nights. L'équipe a créé une centaine de contrôleurs différents, le contrôleur analogique selon Yuji Naka était de donner au personnage de Nights une meilleure sensation de vol.
L'équipe a fait des recherches sur les séquences de rêve et le sommeil paradoxal, notamment sur les travaux des psychanalystes Carl Gustav Jung, Sigmund Freud et Friedrich Holtz,,.

## Bande-son
La bande-son du jeu est publiée au Japon le 10 juillet 1996 via PolyGram Co., Ltd., elle contient 24 pistes.
| 1.  | NiGHTS                                         | Tomoko Sasaki  | 4:21 |
| 2.  | Gate of Your Dream                             | Tomoko Sasaki  | 1:33 |
| 3.  | Paternal Horn                                  | Tomoko Sasaki  | 2:03 |
| 4.  | The Dragon Gave a Loud Scream                  | Naofumi Hataya | 2:58 |
| 5.  | Take the Snow Train                            | Naofumi Hataya | 2:33 |
| 6.  | The Mantle                                     | Tomoko Sasaki  | 2:09 |
| 7.  | Message from Nightopia                         | Tomoko Sasaki  | 2:54 |
| 8.  | Gloom of the N.H.C.                            | Tomoko Sasaki  | 2:11 |
| 9.  | E-LE-KI Sparkle                                | Tomoko Sasaki  | 2:19 |
| 10. | The Amazing Water                              | Fumie Kumatani | 2:20 |
| 11. | Deep It Lies                                   | Fumie Kumatani | 2:05 |
| 12. | Dreams Dreams ~In Silent Memory~               | Tomoko Sasaki  | 2:30 |
| 13. | Suburban Museum                                | Tomoko Sasaki  | 2:11 |
| 14. | She Had Long Ears                              | Tomoko Sasaki  | 2:10 |
| 15. | Under Construction                             | Naofumi Hataya | 2:16 |
| 16. | Nights and Reala                               | Naofumi Hataya | 2:10 |
| 17. | Growing Wings                                  | Tomoko Sasaki  | 2:13 |
| 18. | Nights and Reala ~Theme of a Tragedic Revenge~ | Naofumi Hataya | 1:55 |
| 19. | D'Force Master                                 | Tomoko Sasaki  | 2:31 |
| 20. | After the Dream                                | Naofumi Hataya | 2:20 |
| 21. | Know Thyself !                                 | Naofumi Hataya | 2:00 |
| 22. | Sowing Seeds                                   | Tomoko Sasaki  | 1:12 |
| 23. | DREAMS DREAMS                                  | Tomoko Sasaki  | 5:50 |
| 24. | Fragmented Nights                              | Tomoko Sasaki  | 0:46 |

## Critiques
Nights into Dreams reçoit des critiques largement favorables dans la presse vidéoludique. En Allemagne, la critique du mensuel SEGA Magazin (de) met en avant les graphismes du jeu qui présentent des « animations parfaites » et attribue une note globale de 97%, concluant que NiGHTS « est de loin le jeu le plus innovant ».
En France, le magazine MEGA Force note également l'animation comme l'un des points forts du jeu, en plus des décors et des fonds d'écran malgré la pixellisation lorsque le personnage « frôle de près le décor ». Même constat pour Player One, la fluidité est relativement bonne avec une vitesse de jeu où il n'y a « rien à redire », le magazine résume le jeu « original et réussi techniquement ».
Au Royaume-Uni, le mensuel Sega Saturn Magazine qualifie le jeu d'inspirant, combinant « les qualités d'un gameplay de jeux classiques avec toutes les possibilités ouvertes par la technologie 32 bits ». Le magazine Edge donne une note de 8/10 pour Nights, où il est rédigé que le jeu est « énigmatique » et que le public pourrait adhérer ou non, mais que cela ne suffisait toutefois pas pour que le jeu devienne un « classique de tous les temps ».

## Technique
Nights into Dreams est le premier jeu de la Saturn à exploiter le paddle analogique de la console (dont le design sera repris pour le paddle de la Dreamcast). Il proposa des niveaux grands, variés et colorés, tels le sol mou du niveau « Soft Museum ».
Le graphisme du jeu est en 3D mais la progression s'effectue sur un plan 2D, à la manière de Clockwork Knight (Saturn).

## Commercialisation
Le jeu de Sega a eu à se battre, à l'époque, face à Crash Bandicoot sur PlayStation et Super Mario 64 sur Nintendo 64.
Sega a eu l'idée, pour Noël 1996, de relooker un des niveaux du jeu (« Spring Valley ») aux couleurs de Noël et d'offrir ce CD, intitulé Christmas Nights into Dreams, dans de nombreux bundles. En plus de cela, le CD pouvait être offert par les revendeurs de l'époque pour des achats en lien avec la Saturn (consoles, jeux, accessoires...) lors des fêtes de fin d'année.
On a pu aussi voir le même niveau remis au goût du jour dans un stage bonus (dans le flipper Nights, au niveau « Casinopolis ») de Sonic Adventure sur Dreamcast.
Une suite du nom de Nights: Journey of Dreams est sortie le 25 janvier 2008 en Europe sur Wii exclusivement (décembre 2007 pour le Japon et les États-Unis).

## Portage
Le jeu sorti sur PlayStation 2 le 21 février 2008. Il s'agit d'un remake qui reprend le jeu original sorti sur Saturn, avec quelques bonus à débloquer dans le jeu comme des galeries d'images ou tout simplement le niveau de Christmas Nights into Dreams.

## Postérité
Le 14 juin 2012, IGN dresse un « top 10 » des jeux Saturn américains et positionne NiGHTS into Dreams… à la 4e place, derrière Guardian Heroes.